# Deserto alpino e tundra del Pamir
Il Deserto alpino e tundra del Pamir è una ecoregione terrestre della ecozona paleartica appartenente al bioma delle Praterie e boscaglie montane (codice ecoregione: PA1014) che si sviluppa per 118.000 km² alle pendici della catena montuosa del Pamir, in Tagikistan, Afghanistan, Kirghizistan e Cina.
Lo stato di conservazione è considerato Vulnerabile.

## Territorio
Il Pamir è una complessa regione montuosa che si estende per circa 275 km da est ad ovest e circa 250 km da nord a sud. Generalmente viene descritto dagli studiosi come un «nodo orografico», un punto centrale verso il quale irradiano alcune delle principali catene montuose dell'Asia (l'Himalaya, il Karakoram, l'Hindu Kush, il Kunlun e il Tien Shan). Grosso modo è compreso tra la città di Kashgar e il bacino del Tarim ad est, la catena del Trans-Alaj a nord, l'Hindu Kush a sud e una complicata serie di strutture morfologiche corrispondenti a 73° di longitudine est ad ovest. Il termine locale pamir indica più propriamente le ampie vallate e le impervie colline ondulate che caratterizzano questa regione d'altopiano. Dal punto di vista ecologico e morfologico, il Pamir è simile al Tibet ma, con un'altitudine media di 4200 m, è un po' meno elevato e più caldo di gran parte dell'altopiano tibetano. È inoltre più impervio, dal momento che tra le valli e le cime sovrastanti possono esserci anche 1000-1500 m di rilievo verticale. Le vette di questa regione possono superare i 7400 m.
Le praterie e i semideserti propri di questo altopiano ondulato agiscono come un'importante barriera biogeografica tra la parte di Asia mediana che subisce ancora l'influenza mediterranea, l'Asia meridionale monsonica e la vasta distesa continentale dell'Asia centrale. Nelle zone più elevate, la flora è simile a quella dell'altopiano tibetano, con cui il Pamir condivide una stretta affinità geografica, ma a differenza di questa presenta una netta impronta di tipo mediterraneo.
Il clima varia dal desertico freddo (BWk secondo la classificazione dei climi di Köppen) al semidesertico (BSk), con temperature medie comprese tra 0 e -8 °C. Le medie estive presentano valori compresi tra 2 e 10 °C, troppo pochi per consentire lo sviluppo di foreste. Dato che la regione è soleggiata e arida, le escursioni termiche giornaliere sono estreme e possono raggiungere i 60 °C. Le precipitazioni annue medie si aggirano tra i 40 e i 150 mm. Oltre al freddo e all'aridità, anche i forti venti che spazzano l'altopiano concorrono a impedire lo sviluppo di una vegetazione convenzionale, che è infatti per lo più costituita da piante cusciniformi.

## Flora

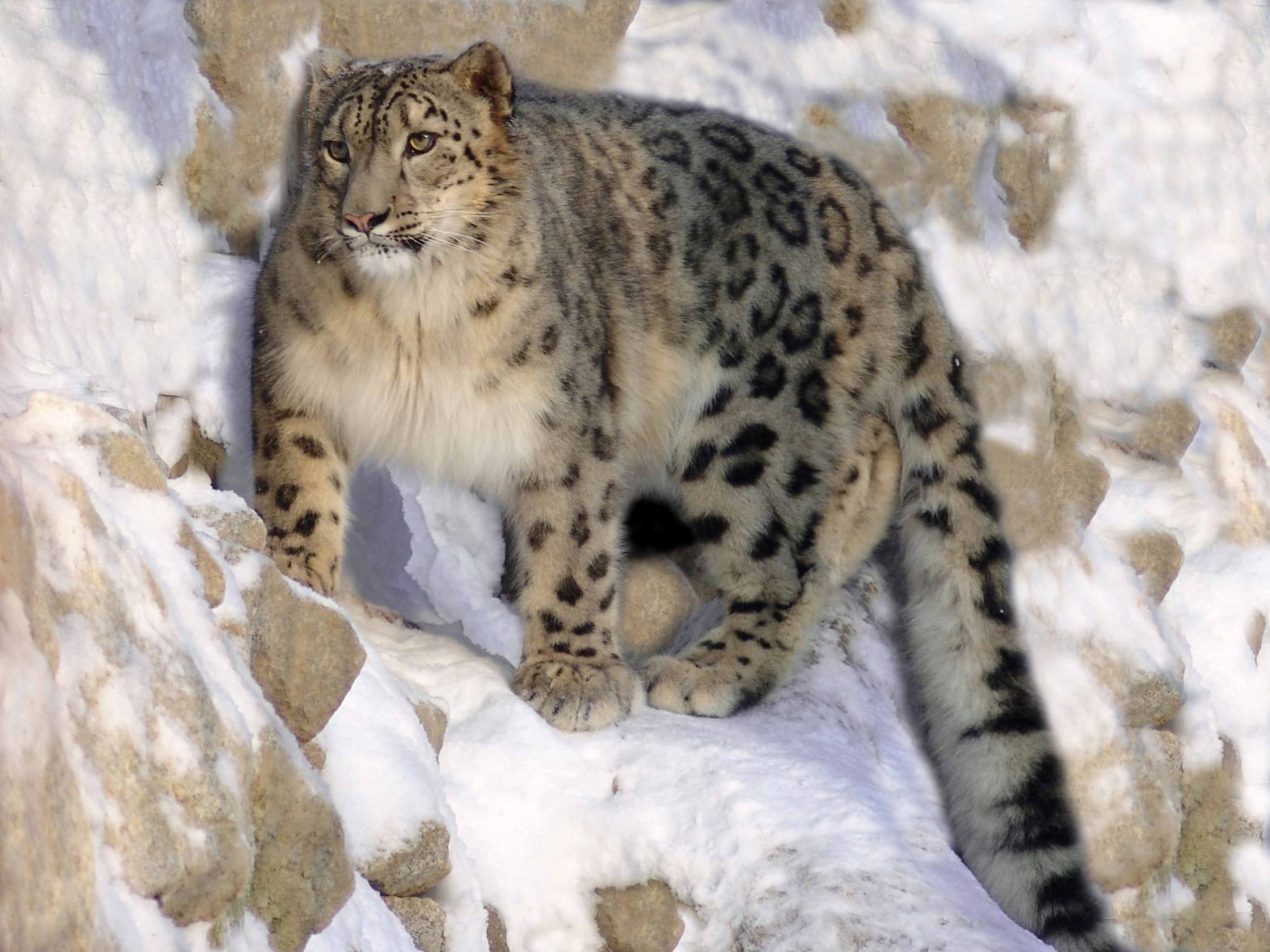
Il leopardo delle nevi, simbolo della natura selvaggia del Pamir.

Come la maggior parte delle catene montuose di tutto il mondo, anche il Pamir presenta una vegetazione ben distinta in piani altitudinali. Il piano basale è caratterizzato da un deserto ghiaioso dove cresce una vegetazione di tipo mediterraneo con prevalenza di specie alofile, come quelle del genere Salicornia. Più in alto, il deserto viene sostituito prima da una steppa rada, poi da una steppa più simile a quella che caratterizza la fascia della steppa eurasiatica situata più a nord. La prima è dominata da piante a cuscinetto spinose come Acantholimon, Artemisia e Stipa, la seconda da Stipa e Festuca. Il piano alpino, esteso in tutto quanto il Pamir, è costituito da prati di Kobresia e Carex, con molte specie particolarmente adatte come foraggio, e presenta una vegetazione simile a quella presente in gran parte dell'altopiano tibetano e del Tien Shan. Al di sopra dei 4400 m, in prossimità del limite della vegetazione, la copertura vegetale è scarsa ed è composta da resistenti erbe perenni come Rhodiola, Saussurea, Tanacetum e Saxifraga, molte delle quali sviluppano una forma a cuscino e un robusto caudex sotterraneo, vale a dire un fittone legnoso dove vengono immagazzinati i carboidrati quando la pianta ritorna a livello del suolo durante l'inverno.
La flora della regione del Pamir presenta forti affinità con quella del vicino altopiano tibetano, ma la vegetazione alpina presenta numerosi elementi di origine irano-afghana (Asia mediana). Tra le specie alpine che provengono dall'Asia mediana e non dal Tibet figurano Saponaria griffithiana, Arabis kokanica, Christolea pamirica, Didymophysa fedtschenkoana, Rosularia paniculata, Astragalus ophiocarpus e molte altre. Sono presenti anche alcune specie neoendemiche (endemismi evolutisi recentemente e strettamente imparentati con taxa dalla distribuzione più ampia) imparentate con forme dell'Asia mediana: Braya pamirica, Oxytropis bella, Astragalus alitschuri, Rhamnus minuta e Cousinia rava.
Molte specie di piante originarie dell'Asia centrale sono presenti nel Pamir ma non nel Tibet a causa della morfologia più varia del Pamir, che consente lo sviluppo di alcuni tipi di habitat del tutto assenti nell'altopiano tibetano. Inoltre, diversamente dal Tibet occidentale, il Pamir, o almeno la sua porzione sud-orientale, non venne ricoperto dai ghiacciai durante il Pleistocene. Tra le specie in questione vi sono Salix pycnostachya, S. fedtschenkoi, Comarum salesovianum, Dasiphora dryadanthoides, Cotoneaster uniflorus, Caragana jubata e varie specie dei generi Ribes, Rosa, Spiraea e Betula.
La maggior parte delle 620 specie della flora del Pamir, comunque, sono specie dell'Asia centrale comuni anche all'altopiano tibetano. Tra le specie prevalenti che ricadono in questa categoria vi sono Eurotia ceratoides, E. prostrata, Acantholimon diapensioides, Tanacetum gracile, T. tibeticum, Carex pseudofoetida, Juncus thomsonii, Thylacospermum rupifragum, Christolea crassifolia, Oxytropis chiliophylla, Nepeta longibracteata, Dracocephalum heterophyllum, Pedicularis cheilanthifolia e vari tipi di Kobresia.
Nella regione del Pamir sono stati identificati diversi tipi di associazioni di piante tipiche del deserto freddo, quali arbusti bassi e ramificati, piante a cuscino, piante che formano fitte zolle erbose, rade steppe alpine e distese di carici del genere Kobresia. Vaste aree sono ricoperte da ghiaia, rocce e ghiaccio e sono completamente o quasi prive di vegetazione.
Il settore orientale del Pamir (quello cinese) ospita vaste lande di carici dove prevalgono specie di Kobresia e Carex assieme ad erbe dei generi Ranunculus, Gentiana, Oxytropis, Potentilla, Primula e Pedicularis e specie tipiche della steppa (Festuca, Stipa, Poa e Ptilagrostis).

## Fauna

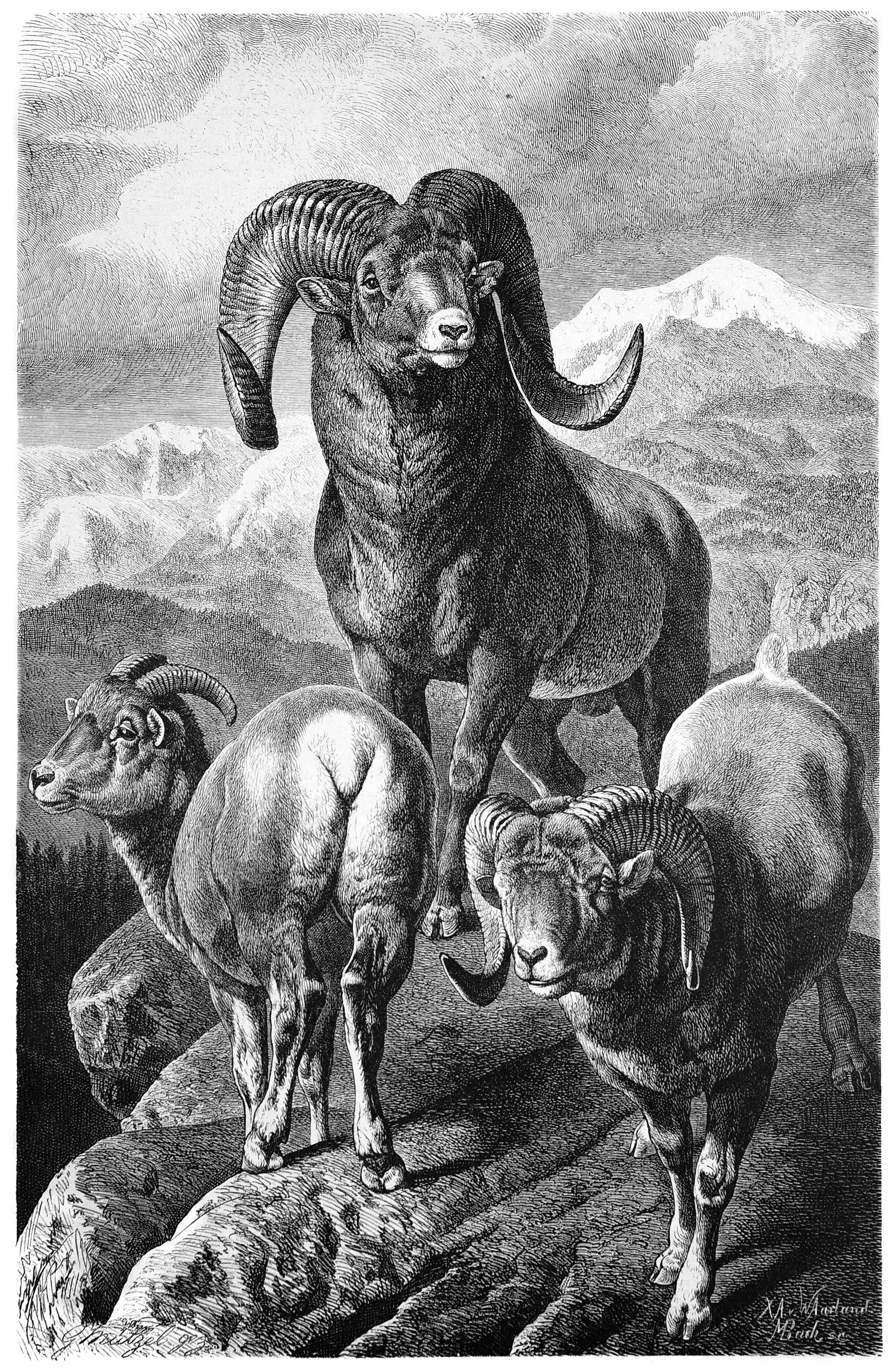
La pecora di Marco Polo.

Il settore orientale del Pamir, più freddo e arido, ospita poche specie di uccelli, ma a 4000 m di quota, lungo le sponde di alcuni dei laghi di alta montagna di questa regione, nidificano il gabbiano testabruna (Chroicocephalus brunnicephalus) e l'oca indiana (Anser indicus), mentre sui versanti rocciosi nidificano due specie di tetraogallo (Tetraogallus himalayensis e T. tibetanus). Il settore occidentale, invece, è più ricco di specie, a causa della maggiore diversità del rilievo e alla prossimità con la più variegata provincia floristica dell'Asia mediana.
Tra i mammiferi in via d'estinzione qui presenti troviamo la sottospecie di orso bruno propria del Tien Shan (Ursus arctos isabellinus), endemica delle montagne dell'Asia centrale, e il leopardo delle nevi (Panthera uncia). Qualche lupo (Canis lupus) vive nella riserva naturale di Taxkorgan (14.000 km²), situata nello Xinjiang occidentale, vicino al margine sud-orientale dell'ecoregione, ma la specie è più comune nella parte tagika del Pamir. Nell'ecoregione vivono in gran numero alcune specie di pecore e capre selvatiche. La più numerosa è lo stambecco siberiano (Capra sibirica), mentre in pericolo d'estinzione sono il markhor (C. falconeri) e la sottospecie di argali nota come pecora di Marco Polo (Ovis ammon polii).
Nel 1987 George Schaller effettuò un sopralluogo nella riserva naturale di Taxkorgan, trovandovi un'unica popolazione vitale di pecora di Marco Polo, forte di 150 unità, nonché stambecchi e bharal (Pseudois nayaur), l'ungulato selvatico più abbondante della regione. La riserva ospita anche un numero stimato di 50-75 leopardi delle nevi e qualche lupo e orso bruno, che si nutrono in particolare delle numerose marmotte (Marmota caudata) qui presenti.

## Popolazione
L'ecoregione del Deserto alpino e tundra del Pamir è caratterizzata da una presenza umana estremamente rada e dispersa, principalmente a causa delle condizioni ambientali severe, dell'altitudine elevata e delle limitate risorse naturali. Le popolazioni che abitano queste aree appartengono in gran parte a gruppi etnici di pastori nomadi o seminomadi, tra cui i Kirghisi, i Tagiki, i Wakhi e, in misura minore, i Sarikoli e gli Uiguri. L'insediamento permanente si concentra soprattutto nelle valli più riparate e nei villaggi sparsi lungo i principali corsi d'acqua o nelle aree in cui le condizioni climatiche consentono una modesta agricoltura di sussistenza.
Le attività economiche tradizionali si basano quasi esclusivamente sulla pastorizia estensiva di yak, pecore, capre e, in minor misura, bovini e cavalli. La transumanza e la mobilità stagionale sono pratiche diffuse, indispensabili per sfruttare i pascoli alpini e superare le difficoltà climatiche. L'agricoltura è limitata a colture resistenti al freddo e alla siccità, come l'orzo e alcune leguminose, e viene praticata solo nelle zone meno impervie e laddove è possibile un'irrigazione minima. La raccolta di legna da ardere, di piante spontanee e la caccia integrano le risorse disponibili, ma in misura sempre più ridotta per effetto della scarsità di risorse e della regolamentazione delle attività venatorie.
Negli ultimi decenni la popolazione dell'altopiano ha subito una leggera diminuzione a causa dell'emigrazione verso le aree urbane o verso regioni con migliori opportunità economiche e servizi. Tuttavia, molte comunità hanno mantenuto un forte legame con le pratiche tradizionali, anche grazie al ruolo centrale della pastorizia nell'identità culturale locale. Le condizioni di vita rimangono dure: l'accesso a servizi essenziali come istruzione, sanità, trasporti e comunicazioni è spesso difficoltoso, soprattutto nei mesi invernali.
La pressione antropica sull'ambiente, sebbene ancora contenuta rispetto ad altre regioni, si fa sentire in alcune zone attraverso il pascolo eccessivo, la raccolta di combustibile e la caccia, che possono contribuire alla frammentazione degli habitat naturali e alla rarefazione di alcune specie selvatiche. Tuttavia, l'estrema difficoltà di accesso e la bassa densità abitativa fanno sì che vasti settori dell'ecoregione rimangano tuttora relativamente intatti dal punto di vista ecologico.

## Conservazione
La riserva naturale di Taxkorgan è abitata da 7500 persone e da 70.000 animali domestici. Questi uomini danno la caccia agli ungulati per la loro carne e ai predatori per impedire che questi attacchino le loro greggi. Un'ulteriore minaccia è costituita dalla desertificazione della steppa alpina a seguito del pascolo intensivo e della raccolta di legna da ardere. Già nel 1987 Schaller consigliava di rafforzare le leggi contro l'uccisione degli animali selvatici e di utilizzare forni solari per ridurre la pressione sulle fonti di legno locali.
La natura caratteristica di entrambi i settori del Pamir, occidentale e orientale, è protetta all'interno del parco nazionale del Pamir, che occupa più di 2,6 milioni di ettari (l'11% della superficie del Tagikistan). Oltre a questo, nel Pamir si trova un'estesa rete di aree protette: il rifugio del Pamir, che comprende il lago Kara-Kul; il rifugio di Zorkul, che ospita il sistema lacustre del lago Zorkul; il rifugio di Muzkol, situato tra il Trans-Alaj e la catena Muzkol; e il rifugio di Sanglyar, sulle pendici della catena Pietro I. In Cina, la già ricordata riserva naturale di Taxkorgan fornisce importante protezione a molte specie caratteristiche.